# Glossina medicorum
Glossina medicorum är en tvåvingeart som beskrevs av Austen 1911. Glossina medicorum ingår i släktet tsetseflugor, och familjen Glossinidae. Inga underarter finns listade i Catalogue of Life.